# Krzysztof Wągrodzki
Krzysztof Wągrodzki (ur. 1941 w Warszawie, zm. 11 stycznia 1996) – polski dziennikarz, publicyscyta, brydżysta.
Był dziennikarzem pism „Sztandar Młodych” i „Sportowiec”. W latach siedemdziesiątych był wielokrotnym reprezentantem Polski w brydżu. Zmarł w Niemczech.

## Książki
- Piłkarskie Złoto, 1973
- Srebrna Piłka, 1974
- Espana 82 razem z Mieczysławem Szymkowiakiem, 1982
- Na polu karnym ze Zbigniewem Bońkiem, 1986
- Dam sobie radę, 1986